# Iłowiec (skała osadowa)

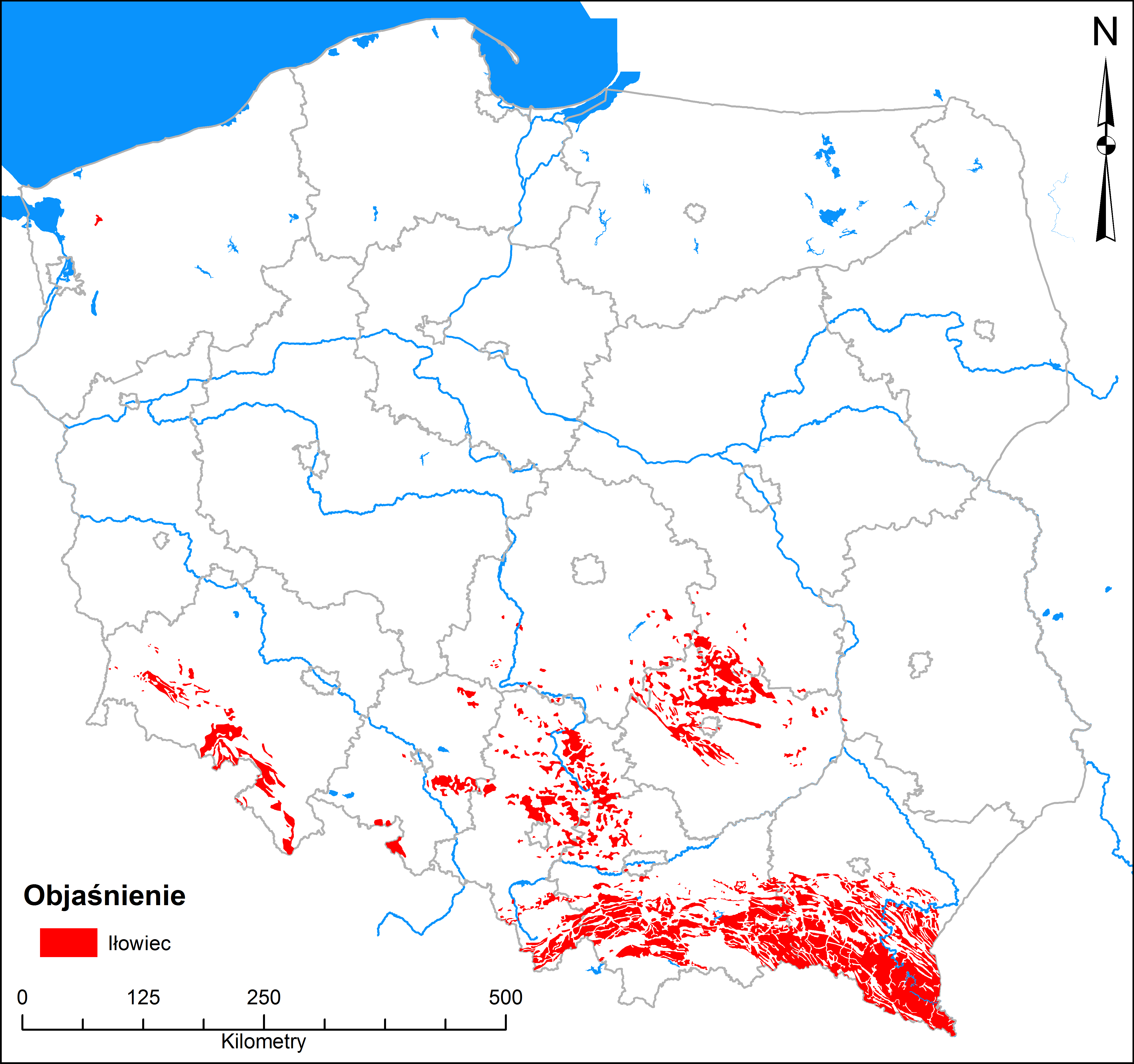
Złoża iłowca w Polsce

Iłowiec – rodzaj niezłupkowaconej skały osadowej w postaci skonsolidowanego iłu.
- Barwa – szara
- Struktura (frakcja) – iłowa
- Tekstura – bezładna
- Składniki mineralne – kwarc, minerały ilaste, okruchy, spoiwo ilaste.